# 西班牙国铁252型电力机车
252型电力机车是西班牙国家铁路的电力机车车型之一，由德国西门子交通集团、克劳斯-玛菲公司、蒂森-亨舍尔集团等企业联合设计制造，1991年至1996年间累计生产了75台，其中首15台机车在德国制造，采用1,435毫米的标准轨距，主要用于马德里至塞维利亚的高速铁路；其余60台机车通过技术授权并由西班牙马科沙公司（MACOSA）在本地组装，并采用1,668毫米的伊比利亚轨距。
252型电力机车是以德国铁路120型电力机车为基础，开发而成的客货通用型大功率电力机车，其中31台机车适用于供电制式为25千伏50赫兹的工频单相交流电、3000伏直流电的电气化铁路，而其余44台机车仅适用于3000伏直流电的铁路。机车采用三相交流传动、氟里昂蒸发冷却式GTO牵引逆变器、“SIBAS 16”微机控制系统等技术。
在252型电力机车基础上，西门子交通集团后来又为葡萄牙铁路设计制造了5600型电力机车。